# Big time (Peter Gabriel)
Big time is een lied dat Peter Gabriel schreef voor zijn studioalbum So uit 1986. Het nummer werd in februari 1987 op single uitgebracht.

## Lied
Het lied gaat over de yuppiecultuur uit de jaren tachtig met haar materialisme en consumentisme. Het was het resultaat van Gabriels zelfonderzoek naar de vraag of hij wel zo beroemd had willen zijn als hij toen was. Het nummer werd onder bassisten bekend vanwege de baspartij, waarin bassist Tony Levin, hier op een fretloze basgitaar, de vingerzetting voert, maar de snaren aangeslagen worden door drummer Jerry Marotta. Er werd dan ook gesproken van "percussieve bas". De muziek, waarbij de hoofddrummer Stewart Copeland was, neigt naar funk.   
Het lied werd gebruikt als herkenningstune bij de WrestleMania 22 (2006). Het nummer werd onder meer gecoverd door Randy Newman en Berlin.

## Single
Op de grens van 1986 en 1987 werd het door Virgin Records (Europa) en Geffen Records (VS, Canada) uitgebracht als single. Op de B-kant verschenen respectievelijk Curtains en We do what we're told (Milgram's 37). 12-inch-single en cd-single werden aangevuld met meer tracks. De single werd begeleid door een videoclip in de stijl van die van Sledgehammer, stop-motion klei-animatie en Strata-cut animation uit de koker van David Daniels. De video werd geregisseerd door Stephen R. Johnson.
De single werd wereldwijd een hit en bereikte in Gabriels' thuisland het Verenigd Koninkrijk een 13e positie in de UK Singles Chart. In de Verenigde Staten werd de 8e positie bereikt in de Billboard Hot 100.
In Nederland was de plaat op zondag 22 maart 1987 de 168e Speciale Aanbieding bij de KRO op Radio 3 en werd een radiohit. In de Nationale Hitparade Top 100 haalde Big time tien weken notering met als hoogste notering de 25e positie. In de Nederlandse Top 40 werd de 24e positie bereikt met 5 weken notering. In de Europese hitlijst op Radio 3, de TROS Europarade, werd géén notering behaald. 
In België bereikte de plaat de 14e positie in de Vlaamse Radio 2 Top 30 en de 19e positie in de Vlaamse Ultratop 50.